# Menophra cretacaria
Menophra cretacaria là một loài bướm đêm trong họ Geometridae.